# Ielizaveta Boïarskaïa
Ielizaveta Mikhaïlovna Boïarskaïa (en russe : Елизавета Михайловна Боярская) est une actrice russe de théâtre et de cinéma, née le 20 décembre 1985 à Léningrad. Elle est la fille de Mikhaïl Boïarski et de Larissa Louppian, et la sœur de Sergueï Boïarski.

## Biographie

### Formation
Ielizaveta Boïarskaïa naît à Léningrad le 20 décembre 1985 dans la famille des acteurs Mikhaïl Boïarski et Larissa Louppian.
Enfant, elle ne manifeste aucune aptitude particulière pour le métier d'actrice. À 13 ans elle se consacre à la danse (classique et jazz). L'adolescente est diplômée d'une école de mannequinat. Ielizaveta est une collégienne médiocre, qui termine ses études honorablement, grâce à de nombreux cours particuliers. Ils lui ont notamment permis d'apprendre deux langues étrangères : l'anglais et l'allemand.
Après le lycée, Ielizaveta décide de suivre des cours de journalisme, option relations publiques, à l'école de journalisme de l'université d'État de Saint-Pétersbourg. Après les cours préparatoires, elle comprend que cette profession ne l'intéresse plus.
Présente à l'inauguration du théâtre « Sur la Mokhovaïa » (rue Mokhovaïa, à Léningrad), et, après avoir assisté à quelques spectacles au théâtre Lensoviet, Ielizaveta décide d'entrer à l'institut du théâtre. Elle se rappelle que ses parents ne l'en avait pas dissuadée, mais lui avait conseillé de se méfier des « luttes d'influences intestines ». Elle se prépare en quelques mois pour entrer à l'Académie des arts du théâtre de Saint-Pétersbourg, et, une fois intégrée, elle y suit les cours de Lev Dodine. Elle reçoit une bourse présidentielle. Elle sort diplômée du SPbGATI en 2007.

### Carrière
En 2006, elle est actrice au Maly Drama Théâtre. Pour sa première apparition sur scène, elle interprète le rôle de Goneril, fille du Roi Lear, dans la pièce de Shakespeare. Son premier rôle important au cinéma est celui de Tania dans Seul maître après Dieu, du réalisateur Vassili Tchiginski, en 2005. Autre rôle important, celui de Vera dans le film d'Alla Sourikova, Vous ne m'abandonnerez pas, où elle donne la réplique à son père Mikhaïl Boïarski. Elle gagne en popularité en 2007, grâce à sa collaboration avec Timur Bekmambetov, pour lequel elle tient un des rôles principaux de L'Ironie du sort. Suite, suite du classique d'Eldar Riazanov.
Elle doit jouer la fille de d'Artagnan, personnage historiquement interprété par son père, dans Le Retour des mousquetaires, ou les Trésors du cardinal Mazarin, mais le rôle échoit finalement à l'actrice Lianka Gryou. Ielizaveta Boïarskaïa renonce au projet car elle joue à la même époque dans la superproduction L'Amiral, ainsi que dans le téléfilm en douze parties Je reviendrai. En outre, elle ne trouve pas le scénario des Mousquetaires très intéressant.

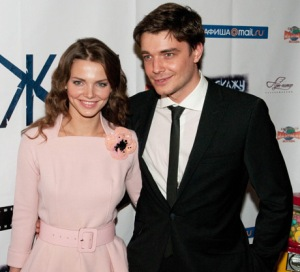
Ielizaveta et son époux, Maxime, en 2010.

Dans L'Amiral, en 2008, elle joue Anna Timiriova, l'amante de l'amiral Koltchak.
À l’automne 2008, elle est au théâtre où elle joue Roxane dans Cyrano de Bergerac, au Centre production « Art-Piter ». Elle a pour partenaire Sergueï Bezroukov, interprète de Cyrano.
Elle apparaît dans le clip du chanteur Valery Meladze, Les Cieux.
Ielizaveta Boïarskaïa se marie le 28 juillet 2010 avec l'acteur Maxime Matveïev et un fils, Andreï, naît de cette union en juillet 2012.
Elle se produit avec la troupe de Lev Dodine du Maly Drama Théâtre devant le public français en novembre 2012 au théâtre de Bobigny, interprétant le rôle d'Irina des Trois Sœurs de Tchekhov.

## Rôles au théâtre

### Théâtre Maly
- 2006 : Le Roi Lear, de William Shakespeare : Goneril
- 2006 : La Lubie, d'Alexandre Ostrovski : Gourievna
- 2007 : Vie et Destin, de Vassili Grossman : Genia
- 2008 : Peines d'amour perdues, de William Shakespeare : Rosaline
- 2009 : Un beau dimanche à Crève-Cœur, de Tennessee Williams : Dorothée
- 2010 : Les Trois Sœurs, d'Anton Tchekhov : Irina:

### Centre de production Art-Piter
- 2008 : Cyrano de Bergerac, d'Edmond Rostand : Roxanne

## Filmographie

### Cinéma
- 2004 : Vivre pour un autre (Своя чужая жизнь) d'Alexandre Rogojkine : Françoise
- 2004 : La Chute (Der Untergang) d'Oliver Hirschbiegel : Sœur Erna
- 2005 : Seul maître après Dieu (ru) (Первый после Бога) de Vassili Tchiginski (ru) : Tanka
- 2006 : Vous ne me laisserez pas (ru) (Вы не оставите меня) d'Alla Sourikova : Vera Evgenievna Nikiforova-Zaritskaïa
- 2007 : L'Ironie du sort. Suite (Ирония Судьбы. Продолжение) de Timour Bekmambetov : Nadia
- 2008 : L'Amiral (Адмиралъ) d'Andreï Kravtchouk : Anna
- 2011 : Cinq fiancées (ru) (Пять невест) de Karen Oganessian : Zoïa
- 2012 : Cendrillon (ru) (Zолушка) de Sergueï Ivanov : Sœur Polina
- 2012 : Le Match (ru) (Матч) d'Andreï Malioukov (ru) : Anna Chevtsova
- 2017 : Anna Karénine, l'histoire de Vronski (Анна Каренина. История Вронского) de Karen Chakhnazarov : Anna Karénine

### Télévision
- 2013 : Sherlock Holmes : épisode Baker Street, 221b : Luisa Barnett
- 2014 : Kouprine (feuilleton, épisodes 1.1-4 Vpotmakh) : Zenida

## Prix et récompenses
- Turandot de cristal : 2014, pour le rôle de Lady Macbeth
- Aigle d'or : 2018, pour le rôle principal dans Anna Karénine, l'histoire de Vronski